# Mahmoud Metwalli
Mahmoud Metwalli (El Mansura, 4 de enero de 1993) es un futbolista egipcio que juega en la demarcación de defensa para el Al-Ahly de la Premier League de Egipto.

## Selección nacional
Tras jugar en las categorías inferiores de la selección, finalmente hizo su debut con la selección de fútbol de Egipto en un partido amistoso contra Libia que finalizó con un resultado de 1-0 a favor del combinado egipcio tras un gol de Wagih Abdel Hakim.

## Clubes
| Club       | País   | Año       | Partidos | Goles |
| ---------- | ------ | --------- | -------- | ----- |
| Ismaily SC | Egipto | 2013-2019 | 153      | 18    |
| Al-Ahly    | Egipto | 2019-2024 | 58       | 2     |
| Al-Ittihad | Egipto | 2024-     | 12       | 0     |